# Nuculana
Nuculana is een geslacht van mollusken, dat fossiel bekend is vanaf het Trias. Tegenwoordig zijn er van dit geslacht nog talrijke soorten bekend.

## Beschrijving
Deze tweekleppige neutjesschelp heeft een schelp met een afgeronde voorrand en een voor het centrum liggende wervel. Beide kleppen vertonen concentrische richels. De achterrand eindigt in een gebogen en geribbeld rostrum (het uitstekend schelpdeel dat de sipho geleidt). Aan beide zijden van het resilium, net onder de wervel, bevindt zich een rij laterale tanden (de tanden die naast de scharnierende, centrale tanden liggen). Het resilium is een in een groeve op de slotplaat gelegen kussentje van elastisch materiaal, dat de kleppen uiteen drukt. De lengte van de schelp bedraagt ongeveer 2 cm.

## Leefwijze
Dit geslacht leeft ingegraven in slib en zand en is niet veeleisend, wat betreft diepte of watertemperatuur. De schelp bevat geen parelmoer.

## Soorten
De volgende soorten zijn bij het geslacht ingedeeld:
- Nuculana acapulcensis (Pilsbry & Lowe, 1932)
- Nuculana acinacea Habe, 1958
- Nuculana acuta (Conrad, 1831)
- Nuculana aikawai Habe, 1958
- Nuculana anakena Raines & M. Huber, 2012
- Nuculana arai Habe, 1958
- Nuculana bipennis (Dall, 1927)
- Nuculana bushiana (A. E. Verrill, 1884)
- Nuculana callimene (Dall, 1908)
- Nuculana caudata (Donovan, 1801)
- Nuculana concentrica (Say, 1824)
- Nuculana cordyla (Dall, 1908)
- Nuculana cornidei Altimira, 1974
- Nuculana costellata (G. B. Sowerby I, 1833)
- Nuculana cuneata (G. B. Sowerby I, 1833)
- Nuculana dasea (Hedley, 1915)
- Nuculana dohrni (Hanley, 1861)
- Nuculana egregia (Guppy, 1882)
- Nuculana elaborata Prashad, 1932
- Nuculana ensiformis Scarlato, 1981
- Nuculana fastidiosa (A. Adams, 1856)
- Nuculana forticostata Xu, 1991
- Nuculana fulgida (A. Adams, 1856)
- Nuculana fumosa E. A. Smith, 1895
- Nuculana hamata (Carpenter, 1864)
- Nuculana hebes (E. A. Smith, 1885)
- Nuculana husamaru Nomura, 1940
- Nuculana inaequisculpta (Lamy, 1906)
- Nuculana investigator (Dell, 1952)
- Nuculana jovis (Thiele, 1931)
- Nuculana kiiensis Tsuchida & Okutani, 1985
- Nuculana lanceta (Boshoff, 1968)
- Nuculana leonina (Dall, 1896)
- Nuculana lobula (Dall, 1908)
- Nuculana loshka (Dall, 1908)
- Nuculana mabillei (Dautzenberg & H. Fischer, 1897)
- Nuculana marella Hertlein, Hanna & Strong, 1940
- Nuculana minuta (O. F. Müller, 1776)
- Nuculana modica Prashad, 1932
- Nuculana navisa (Dall, 1916)
- Nuculana neaeriformis (E. A. Smith, 1885)
- Nuculana neimanae Scarlato, 1981
- Nuculana parsimonia Barnard, 1963
- Nuculana pernula (O. F. Müller, 1779)
- Nuculana prostrata (Thiele, 1931)
- Nuculana ramsayi (E. A. Smith, 1885)
- Nuculana reticulata (Hinds, 1843)
- Nuculana rhytida (Dall, 1908)
- Nuculana sachalinica Scarlato, 1981
- Nuculana scalata Prashad, 1932
- Nuculana silicula (Thiele, 1931)
- Nuculana sinensis Xu, 1984
- Nuculana solida (Dall, 1881)
- Nuculana soyoae Habe, 1958
- Nuculana sufficientia Poppe & Tagaro, 2016
- Nuculana tanseimaruae Tsuchida & Okutani, 1985
- Nuculana tenuisulcata (Couthouy, 1838)
- Nuculana tuberculata (E. A. Smith, 1872)
- Nuculana ultima (E. A. Smith, 1885)
- Nuculana vestita (Locard, 1898)
- Nuculana yokoyamai Kuroda, 1934

### Taxon inquirendum
- Nuculana fossa
- Nuculana radiata

### Synoniemen
- Nuculana (Exocholeda) dasea (Hedley, 1915) => Nuculana dasea (Hedley, 1915)
- Nuculana (Exocholeda) reticulata (Hinds, 1843) => Nuculana reticulata (Hinds, 1843)
- Nuculana (Nuculana) cordyla (Dall, 1908) => Nuculana cordyla (Dall, 1908)
- Nuculana (Nuculana) cornidei Altimira, 1974 => Nuculana cornidei Altimira, 1974
- Nuculana (Nuculana) elaborata Prashad, 1932 => Nuculana elaborata Prashad, 1932
- Nuculana (Nuculana) ensiformis Scarlato, 1981 => Nuculana ensiformis Scarlato, 1981
- Nuculana (Nuculana) forticostata Xu, 1991 => Nuculana forticostata Xu, 1991
- Nuculana (Nuculana) hamata (Carpenter, 1864) => Nuculana hamata (Carpenter, 1864)
- Nuculana (Nuculana) investigator (Dell, 1952) => Nuculana investigator (Dell, 1952)
- Nuculana (Nuculana) jovis (Thiele, 1931) => Nuculana jovis (Thiele, 1931)
- Nuculana (Nuculana) kiiensis Tsuchida & Okutani, 1985 => Nuculana kiiensis Tsuchida & Okutani, 1985
- Nuculana (Nuculana) leonina (Dall, 1896) => Nuculana leonina (Dall, 1896)
- Nuculana (Nuculana) loshka (Dall, 1908) => Nuculana loshka (Dall, 1908)
- Nuculana (Nuculana) mabillei (Dautzenberg & H. Fischer, 1897) => Nuculana mabillei (Dautzenberg & H. Fischer, 1897)
- Nuculana (Nuculana) minuta (O. F. Müller, 1776) => Nuculana minuta (O. F. Müller, 1776)
- Nuculana (Nuculana) modica Prashad, 1932 => Nuculana modica Prashad, 1932
- Nuculana (Nuculana) navisa (Dall, 1916) => Nuculana navisa (Dall, 1916)
- Nuculana (Nuculana) neaeriformis (E. A. Smith, 1885) => Nuculana neaeriformis (E. A. Smith, 1885)
- Nuculana (Nuculana) neimanae Scarlato, 1981 => Nuculana neimanae Scarlato, 1981
- Nuculana (Nuculana) pernula (O. F. Müller, 1779) => Nuculana pernula (O. F. Müller, 1779)
- Nuculana (Nuculana) prostrata (Thiele, 1931) => Nuculana prostrata (Thiele, 1931)
- Nuculana (Nuculana) ramsayi (E. A. Smith, 1885) => Nuculana ramsayi (E. A. Smith, 1885)
- Nuculana (Nuculana) sachalinica Scarlato, 1981 => Nuculana sachalinica Scarlato, 1981
- Nuculana (Nuculana) scalata Prashad, 1932 => Nuculana scalata Prashad, 1932
- Nuculana (Nuculana) silicula (Thiele, 1931) => Nuculana silicula (Thiele, 1931)
- Nuculana (Nuculana) sinensis Xu, 1984 => Nuculana sinensis Xu, 1984
- Nuculana (Nuculana) soyoae Habe, 1958 => Nuculana soyoae Habe, 1958
- Nuculana (Nuculana) tanseimaruae Tsuchida & Okutani, 1985 => Nuculana tanseimaruae Tsuchida & Okutani, 1985
- Nuculana (Nuculana) tenuisulcata (Couthouy, 1838) => Nuculana tenuisulcata (Couthouy, 1838)
- Nuculana (Nuculana) yokoyamai Kuroda, 1934 r=> Nuculana yokoyamai Kuroda, 1934
- Nuculana (Nuculana) ochotensis Scarlato, 1981 => Nuculana minuta (O. F. Müller, 1776)
- Nuculana (Nuculana) procumbens Prashad, 1932 => Ledella procumbens (Prashad, 1932)
- Nuculana (Nuculana) robsoni Prashad, 1932 => Saccella robsoni (Prashad, 1932)
- Nuculana (Nuculana) sibogai Prashad, 1932 => Saccella sibogai (Prashad, 1932)
- Nuculana (Politoleda) fastidiosa (A. Adams, 1856) => Nuculana fastidiosa (A. Adams, 1856)
- Nuculana (Politoleda) polita (G. B. Sowerby I, 1833) => Politoleda polita (G. B. Sowerby I, 1833)
- Nuculana (Adrana) janeiroensis E. A. Smith, 1915 => Adrana patagonica (d'Orbigny, 1845)
- Nuculana (Adrana) suprema Pilsbry & Olsson, 1935 => Adrana sowerbyana (d'Orbigny, 1845)
- Nuculana (Adrana) tonosiana Pilsbry & Olsson, 1935 => Adrana crenifera (G. B. Sowerby I, 1833)
- Nuculana (Jupiteria) delliana M. Huber, 2010 => Jupiteria wolffi Dell, 1956
- Nuculana (Jupiteria) fortis (Hedley, 1907) => Jupiteria fortis (Hedley, 1907)
- Nuculana (Jupiteria) isikela (Kilburn, 1994) => Jupiteria isikela Kilburn, 1994
- Nuculana (Jupiteria) manawatawhia Powell, 1937 => Jupiteria manawatawhia (Powell, 1937)
- Nuculana (Jupiteria) oculata Iredale, 1925 => Jupiteria oculata (Iredale, 1925)
- Nuculana (Jupiteria) provoluta Dell, 1950 => Pseudotindaria provoluta (Dell, 1950) †
- Nuculana (Jupiteria) puellata (Hinds, 1843) => Jupiteria puellata (Hinds, 1843)
- Nuculana (Jupiteria) wolffi (Dell, 1956) => Jupiteria wolffi Dell, 1956
- Nuculana (Ledella) discrepans Prashad, 1932 => Saccella brookei (Hanley, 1860)
- Nuculana (Lembulus) gemmulata G. B. Sowerby III, 1904 => Lembulus gemmulatus (G. B. Sowerby III, 1904)
- Nuculana (Lembulus) lamellata G. B. Sowerby III, 1904 => Lembulus lamellatus (G. B. Sowerby III, 1904)
- Nuculana (Poroleda) parallelodonta Prashad, 1932 => Lamellileda parallelodonta (Prashad, 1932)
- Nuculana (Poroleda) sibogaensis Prashad, 1932 => Lamellileda sibogaensis (Prashad, 1932)
- Nuculana (Poroleda) soyomaruae Okutani, 1962 => Lamellileda soyomaruae (Okutani, 1962)
- Nuculana (Saccella) acapulcensis (Pilsbry & Lowe, 1932) => Saccella acapulcensis (Pilsbry & Lowe, 1932)
- Nuculana (Saccella) acrita (Dall, 1908) => Saccella acrita (Dall, 1908)
- Nuculana (Saccella) acuta (Conrad, 1831) => Saccella acuta (Conrad, 1831)
- Nuculana (Saccella) agapea (Dall, 1908) => Saccella agapea (Dall, 1908)
- Nuculana (Saccella) axelolssoni Weisbord, 1964 => Saccella acuta (Conrad, 1831)
- Nuculana (Saccella) brookei (Hanley, 1860) => Saccella brookei (Hanley, 1860)
- Nuculana (Saccella) caloundra Iredale, 1929 => Saccella caloundra (Iredale, 1929)
- Nuculana (Saccella) cellulita (Dall, 1896) => Saccella cellulita (Dall, 1896)
- Nuculana (Saccella) comita (Cotton & Godfrey, 1938) => Saccella comita (Cotton & Godfrey, 1938)
- Nuculana (Saccella) concentrica (Say, 1824) => Saccella concentrica (Say, 1824)
- Nuculana (Saccella) confusa (Hanley, 1860) => Saccella confusa (Hanley, 1860)
- Nuculana (Saccella) corbuloides (E. A. Smith, 1885) => Saccella corbuloides (E. A. Smith, 1885)
- Nuculana (Saccella) crassa (Hinds, 1843) => Saccella crassa (Hinds, 1843)
- Nuculana (Saccella) cygnea (Thiele, 1931) => Saccella cygnea (Thiele, 1931)
- Nuculana (Saccella) darwini (E. A. Smith, 1884) => Saccella darwini (E. A. Smith, 1884)
- Nuculana (Saccella) dohrni (Hanley, 1861) => Saccella dohrni (Hanley, 1861)
- Nuculana (Saccella) eburnea (G. B. Sowerby I, 1833) => Saccella eburnea (G. B. Sowerby I, 1833)
- Nuculana (Saccella) electilis (Hedley, 1915) => Saccella electilis (Hedley, 1915)
- Nuculana (Saccella) elenensis (G. B. Sowerby I, 1833) => Saccella elenensis (G. B. Sowerby I, 1833)
- Nuculana (Saccella) fastigata Keen, 1958 => Saccella fastigata (Keen, 1958)
- Nuculana (Saccella) gordonis (Yokoyama, 1920) => Saccella gordonis (Yokoyama, 1920)
- Nuculana (Saccella) hedleyi Fleming, 1951 => Saccella hedleyi (Fleming, 1951)
- Nuculana (Saccella) hindsii (Hanley, 1861) => Saccella hindsii (Hanley, 1860)
- Nuculana (Saccella) illirica Carrozza, 1987 => Saccella illirica (Carrozza, 1987)
- Nuculana (Saccella) impar (Pilsbry & Lowe, 1932) => Saccella impar (Pilsbry & Lowe, 1932)
- Nuculana (Saccella) irradiata (G. B. Sowerby II, 1870) => Saccella irradiata (G. B. Sowerby II, 1870)
- Nuculana (Saccella) karlmartini Weisbord, 1964 => Saccella acuta (Conrad, 1831)
- Nuculana (Saccella) laeviradius (Pilsbry & Lowe, 1932) => Saccella laeviradius (Pilsbry & Lowe, 1932)
- Nuculana (Saccella) larranagai Klappenbach & Scarabino, 1969 => Saccella larranagai (Klappenbach & Scarabino, 1969)
- Nuculana (Saccella) mauritiana (G. B. Sowerby I, 1833) => Saccella mauritiana (G. B. Sowerby I, 1833)
- Nuculana (Saccella) maxwelli (Beu, 2006) => Saccella maxwelli Beu, 2006
- Nuculana (Saccella) micans (Hanley, 1860) => Saccella micans (Hanley, 1860)
- Nuculana (Saccella) pontonia (Dall, 1890) => Saccella pontonia (Dall, 1890)
- Nuculana (Saccella) redunca Dell, 1950 => Saccella redunca (Dell, 1950) †
- Nuculana (Saccella) robsoni Prashad, 1932 => Saccella robsoni (Prashad, 1932)
- Nuculana (Saccella) sibogai Prashad, 1932 => Saccella sibogai (Prashad, 1932)
- Nuculana (Saccella) takaoensis Otsuka, 1936 => Saccella takaoensis (Otsuka, 1936)
- Nuculana (Saccella) taphria (Dall, 1897) => Saccella taphria (Dall, 1897)
- Nuculana (Saccella) tashiensis Lan & Lee, 2001 => Saccella tashiensis (Lan & Lee, 2001)
- Nuculana (Saccella) verconis (Tate, 1891) => Saccella verconis (Tate, 1891)
- Nuculana (Saccella) vitrea (d'Orbigny, 1853) => Saccella vitrea (d'Orbigny, 1853)
- Nuculana (Sinoleda) sinensis Xu, 1984 => Nuculana sinensis Xu, 1984
- Nuculana (Thestyleda) elaborata Prashad, 1932 => Nuculana elaborata Prashad, 1932
- Nuculana (Thestyleda) kiiensis Tsuchida & Okutani, 1985 => Nuculana kiiensis Tsuchida & Okutani, 1985
- Nuculana (Thestyleda) louiseae Clarke, 1961 => Propeleda louiseae (A. H. Clarke, 1961)
- Nuculana (Thestyleda) modica Prashad, 1932 => Nuculana modica Prashad, 1932
- Nuculana (Thestyleda) sagamiensis Okutani, 1962 => Nuculana leonina (Dall, 1896)
- Nuculana (Thestyleda) scalata Prashad, 1932 => Nuculana scalata Prashad, 1932
- Nuculana (Thestyleda) soyoae Habe, 1958 => Nuculana soyoae Habe, 1958
- Nuculana (Thestyleda) subscalata Okutani, 1962 => Nuculana scalata Prashad, 1932
- Nuculana (Thestyleda) tanseimaruae Tsuchida & Okutani, 1985 => Nuculana tanseimaruae Tsuchida & Okutani, 1985
- Nuculana (Thestyleda) yokoyamai Kuroda, 1934 => Nuculana yokoyamai Kuroda, 1934
- Nuculana acrita (Dall, 1908) => Saccella acrita (Dall, 1908)
- Nuculana agapea (Dall, 1908) => Saccella agapea (Dall, 1908)
- Nuculana amiata (Dall, 1916) => Nuculana leonina (Dall, 1896)
- Nuculana aspecta (Dall, 1927) => Ledella parva Verrill & Bush, 1897
- Nuculana austini (Oldroyd, 1935) => Nuculana navisa (Dall, 1916)
- Nuculana axelolssoni Weisbord, 1964 => Saccella acuta (Conrad, 1831)
- Nuculana bellotii (A. Adams, 1856) => Ennucula tenuis (Montagu, 1808)
- Nuculana bicuspidata (Gould, 1845) => Lembulus bicuspidatus (Gould, 1845)
- Nuculana brookei (Hanley, 1860) => Saccella brookei (Hanley, 1860)
- Nuculana buccata (Steenstrup, 1842) => Nuculana pernula (O. F. Müller, 1779)
- Nuculana burchi Willett, 1944 => Saccella cellulita (Dall, 1896)
- Nuculana caloundra Iredale, 1929 => Saccella caloundra (Iredale, 1929)
- Nuculana cellulita (Dall, 1896) => Saccella cellulita (Dall, 1896)
- Nuculana comita (Cotton & Godfrey, 1938) => Saccella comita (Cotton & Godfrey, 1938)
- Nuculana compta G. B. Sowerby III, 1904 => Neilo compta (G. B. Sowerby III, 1904)
- Nuculana confusa (Hanley, 1860) => Saccella confusa (Hanley, 1860)
- Nuculana corbuloides (E. A. Smith, 1885) => Saccella corbuloides (E. A. Smith, 1885)
- Nuculana crassa (Hinds, 1843) => Saccella crassa (Hinds, 1843)
- Nuculana cygnea (Jaeckel & Thiele, 1931) => Saccella cygnea (Thiele, 1931)
- Nuculana darwini (E. A. Smith, 1884) => Saccella darwini (E. A. Smith, 1884)
- Nuculana delliana M. Huber, 2010 => Jupiteria wolffi Dell, 1956
- Nuculana discrepans Prashad, 1932 => Saccella brookei (Hanley, 1860)
- Nuculana dranga Olsson, 1961 => Saccella acapulcensis (Pilsbry & Lowe, 1932)
- Nuculana eburnea (G. B. Sowerby I, 1833) => Saccella eburnea (G. B. Sowerby I, 1833)
- Nuculana electilis (Hedley, 1915) => Saccella electilis (Hedley, 1915)
- Nuculana elenensis (G. B. Sowerby I, 1833) => Saccella elenensis (G. B. Sowerby I, 1833)
- Nuculana extenuata (Dall, 1897) => Propeleda extenuata (Dall, 1897)
- Nuculana fabula (G. B. Sowerby I, 1833) => Lembulus pella (Linnaeus, 1767)
- Nuculana fastigata Keen, 1958 => Saccella fastigata (Keen, 1958)
- Nuculana foresti B. Métivier, 1982 => Ledella foresti (Métivier, 1982)
- Nuculana fortiana Esteves, 1984 => Propeleda fortiana (Esteves, 1984)
- Nuculana fortis (Hedley, 1907) => Jupiteria fortis (Hedley, 1907)
- Nuculana gemmulata G. B. Sowerby III, 1904 => Lembulus gemmulatus (G. B. Sowerby III, 1904)
- Nuculana gordonis (Yokoyama, 1920) => Saccella gordonis (Yokoyama, 1920)
- Nuculana grasslei Allen, 1993 => Tindariopsis grasslei (Allen, 1993)
- Nuculana gruveli (Nicklès, 1952) => Lembulus gruveli (Nicklès, 1952)
- Nuculana hedleyi Fleming, 1951 => Saccella hedleyi (Fleming, 1951)
- Nuculana hindsii (Hanley, 1861) => Saccella hindsii (Hanley, 1860)
- Nuculana illirica Carrozza, 1987 => Saccella illirica (Carrozza, 1987)
- Nuculana impar (Pilsbry & Lowe, 1932) => Saccella impar (Pilsbry & Lowe, 1932)
- Nuculana indica E. A. Smith, 1895 => Neilonella indica (E. A. Smith, 1895)
- Nuculana irradiata (G. B. Sowerby II, 1870) => Saccella irradiata (G. B. Sowerby II, 1870)
- Nuculana isikela (Kilburn, 1994) => Jupiteria isikela Kilburn, 1994
- Nuculana jacksoni (Gould, 1841) => Nuculana pernula (O. F. Müller, 1779)
- Nuculana jamaicensis (d'Orbigny, 1853) => Saccella acuta (Conrad, 1831)
- Nuculana janeiroensis E. A. Smith, 1915 => Adrana patagonica (d'Orbigny, 1845)
- Nuculana karlmartini Weisbord, 1964 => Saccella acuta (Conrad, 1831)
- Nuculana kawamurai Habe, 1961 => Nuculana pernula (O. F. Müller, 1779)
- Nuculana laeviradius (Pilsbry & Lowe, 1932) => Saccella laeviradius (Pilsbry & Lowe, 1932)
- Nuculana lamellata G. B. Sowerby III, 1904 => Lembulus lamellatus (G. B. Sowerby III, 1904)
- Nuculana lamellosa => Nuculana pernula (O. F. Müller, 1779)
- Nuculana larranagai Klappenbach & Scarabino, 1969 => Saccella larranagai (Klappenbach & Scarabino, 1969)
- Nuculana louiseae Clarke, 1961 => Propeleda louiseae (A. H. Clarke, 1961)
- Nuculana manawatawhia Powell, 1937 => Jupiteria manawatawhia (Powell, 1937)
- Nuculana mauritiana (G. B. Sowerby I, 1833) => Saccella mauritiana (G. B. Sowerby I, 1833)
- Nuculana maxwelli (Beu, 2006) => Saccella maxwelli Beu, 2006
- Nuculana micans (Hanley, 1860) => Saccella micans (Hanley, 1860)
- Nuculana montagui (J. E. Gray, 1825) => Lembulus montagui (J. E. Gray, 1825)
- Nuculana novaeguineensis (E. A. Smith, 1885) => Saccella novaeguineensis (E. A. Smith, 1885)
- Nuculana ochotensis Scarlato, 1981 => Nuculana minuta (O. F. Müller, 1776)
- Nuculana oculata Iredale, 1925 => Jupiteria oculata (Iredale, 1925)
- Nuculana pallida (E. A. Smith, 1885) => Katadesmia pallida (E. A. Smith, 1885)
- Nuculana parallelodonta Prashad, 1932 => Lamellileda parallelodonta (Prashad, 1932)
- Nuculana parva (Sowerby I, 1833) => Nuculana minuta (O. F. Müller, 1776)
- Nuculana pella (Linnaeus, 1767) => Lembulus pella (Linnaeus, 1767)
- Nuculana penderi (Dall & Bartsch, 1910) => Saccella penderi (Dall & Bartsch, 1910)
- Nuculana perluna
- Nuculana platessa (Dall, 1890)
- Nuculana polita (G. B. Sowerby I, 1833)
- Nuculana pontonia (Dall, 1890)
- Nuculana probellula Marwick, 1929
- Nuculana procumbens Prashad, 1932
- Nuculana puellata (Hinds, 1843)
- Nuculana pusio (Philippi, 1844)
- Nuculana quadrangularis (Dall, 1881)
- Nuculana redondoensis J. Q. Burch, 1944
- Nuculana retusa (Hinds, 1843)
- Nuculana robsoni Prashad, 1932
- Nuculana rostrata (Montagu, 1808)
- Nuculana sagamiensis Okutani, 1962
- Nuculana sculpta (Issel, 1869)
- Nuculana sematensis Suzuki & Ishizuka, 1943
- Nuculana semen (E. A. Smith, 1885)
- Nuculana sibogaensis Prashad, 1932
- Nuculana sibogai Prashad, 1932
- Nuculana solidula (E. A. Smith, 1885)
- Nuculana soyomaruae Okutani, 1962
- Nuculana subaequilatera (Jeffreys, 1879)
- Nuculana subscalata Okutani, 1962
- Nuculana sulculata (Gould, 1852)
- Nuculana suprema Pilsbry & Olsson, 1935
- Nuculana taiwanica Okutani & Lan, 1998
- Nuculana takaoensis Otsuka, 1936
- Nuculana taphria (Dall, 1897)
- Nuculana tashiensis Lan & Lee, 2001
- Nuculana tonosiana Pilsbry & Olsson, 1935
- Nuculana ventricosa (Hinds, 1843)
- Nuculana verconis (Tate, 1891)
- Nuculana verrilliana (Dall, 1886)
- Nuculana vitrea (d'Orbigny, 1853)
- Nuculana vulgaris (Brown & Pilsbry, 1913)